# Innerthal
Innerthal är en ort och kommun i distriktet March i kantonen Schwyz, Schweiz. Kommunen har 184 invånare (2023).
Kommunen ligger i dalen Wägital och sjön Wägitalersee ligger i sin helhet i kommunen.